# Whippet (Londen)
Whippet is een Brits historisch merk van motorfietsen en forecars.
De bedrijfsnaam was: Whippet Motor & Cycle Mfg. Co., Whippet Works, Clapham Junction, London.
De Whippet Works presenteerden tijdens de Crystal Palace Show van 1903 twee modellen: een motorfiets en een forecar. Zoals gebruikelijk moest men nog terugvallen op inbouwmotoren van het vasteland, omdat de Britse industrie nog in de kinderschoenen stond. Daarom was de motorfiets voorzien van een Belgische 1pk-FN-motor en de forecar van een Franse 3¼pk-Aster-motor. Beide modellen hadden twee versnellingen, die zoals bij een racefiets werden gerealiseerd door een soort derailleur met twee verschillende achtertandwielen. De productie, die in 1903 was begonnen, eindigde al in 1905.